# Parlamento popular
El término Parlamentos o Asambleas populares empezó a usarse en 1940 para referirse a aquellos órganos legislativos de carácter provisional en Lituania, Letonia y Estonia, electos mediante sufragio para llevar a cabo el proceso de anexión de estas a la Unión Soviética al poco tiempo de producirse la invasión a Polonia en 1939.
En los tres países, las elecciones a los respectivos parlamentos siguieron el mismo procedimiento legal dictaminado por los asesores enviados desde Moscú.

## Tratados
Los días 15 y 16 de junio de 1940, la Unión Soviética lanzó varios ultimátums a los tres estados, en los cuales ya habían sido intervenidos por el Ejército Rojo. Finalmente, los gobiernos vigentes en ese momento fueron reemplazados por gobiernos populares establecidos con ayuda de los soviéticos. Una vez ordenaron el cese de las actividades parlamentarias, anunciaron nuevas elecciones, las cuales se celebrarían el 14 de julio, sin embargo, a causa de la escasa participación del electorado, la jornada de votación continuó hasta el día siguiente.

## Elecciones
| Resultados de las elecciones | Resultados de las elecciones | Resultados de las elecciones |
| País                         | Participación                | Votos para Partido Comunista |
| ---------------------------- | ---------------------------- | ---------------------------- |
| Estonia                      | 81,6%                        | 92,2%                        |
| Letonia                      | 94,7%                        | 97,6%                        |
| Lituania                     | 95,5%                        | 99,2%                        |

Tan solo aquellas candidaturas propuestas por las instituciones legales podían presentarse a las elecciones. En aquel entonces, todos aquellos partidos políticos y/u organizaciones no comunistas fueron ilegalizados. Pronto empezarían a surgir de la clandestinidad varios partidos locales leales al recién instaurado régimen formados por: 1500 miembros en Lituania, 500 en Letonia y 133 en Estonia.
De esta manera, solo el Partido Comunista proponía a los candidatos, exactamente uno por escaño. Por otro lado, hubo intentos de presentar alternativas que fueron rechazadas. Durante aquellos días hubo represiones contra activistas políticos y críticos contra dichas elecciones. Por ejemplo, el 11 de junio, en Lituania, cerca de 2000 activistas fueron arrestados, y otros tantos fueron obligados a votar. Para asegurarse de que así fuere, aquellos que acudían a votar, se les estampaba un cuño en el pasaporte, mientras que los que se negaban pasarían a ser considerados "enemigos del pueblo" con graves consecuencias.
Las papeletas solo tenían una opción: el candidato propuesto por las autoridades comunistas. De acuerdo con los resultados manipulados, los candidatos afines obtenían más del 90% de los votos, tal como publicó el enviado soviético a Londres, el cual ofreció los resultados mucho antes de que se procediese con el cierre de la votación.

## Sesiones parlamentarias
Los tres parlamentos se reunieron el 21 de julio de 1940. En la primera sesión adoptaron de forma unánime resoluciones para pasar a ser repúblicas constituyentes. En otro decreto dirigido al Sóviet Supremo de la Unión Soviética solicitaron la adhesión de las recién establecidas RSS a la Unión Soviética. Cada respectiva Cámara escogió a su representante en Moscú.
También se aprobaron otras leyes al respecto de las nacionalizaciones de las grandes empresas, propiedades, terrenos y otras políticas de sovietización sin oposición alguna.

## Proceso de anexión
El 1 de agosto, una vez en la capital soviética, los delegados se dirigieron al Sóviet Supremo de la URSS, donde tras una aparente deliberación, se les concedió a las tres repúblicas el ingreso a la Unión; Lituania el 3 de agosto, Letonia el día 5 y Estonia el 6. Posteriormente, los parlamentos pasarían a ser reemplazados por Sóviets Supremos en sus respectivas RSS. De esta manera, se completó el proceso de anexión. Incluso después de la disolución de la Unión Soviética, el Gobierno ruso mantiene que las repúblicas bálticas se adhirieron "voluntariamente".